# Yannick Vervalle
Yannick Vervalle (3 juni 1981) is een Belgisch voetballer. Vervalle, een verdediger, kwam in eerste klasse onder andere uit voor Eendracht Aalst en RAA Louviéroise.

## Jeugdcarrière
- 1987-1988:  RWDM
- 1988-1989:  Eendracht Hekelgem
- 1989-2000:  RSC Anderlecht

## Profcarrière
- 2000-12/2000:  RSC Anderlecht
- 12/2000-2001:  Go Ahead Eagles
- 2001-2002:  Eendracht Aalst
- 2002-jan.05:  La Louvière
- jan.05-2005:  RAEC Bergen (huur)
- 2005-jan.06:  La Louvière
- jan.06-2007:  Ethnikos Asteras
- 2007-jan.08:  AO Kerkyra
- jan.08-2008:  AO Ilisiakos Athens
- 2008-jan.09:  AO Kalamata
- jan.09-2011:  CS Visé
- 2011-2013:  RFC Tournai
- 2013-2015:  RRC de Waterloo
- 2015-2016:  FC Ganshoren
- 2016-2017:  Arsenal Oplinter